# Зовнішній косий м'яз живота
Зовнішній косий м'яз живота (лат. musculus obliquus externus abdominis) — найбільший і найповерхневіший із трьох м'язів передньо-бокової стінки живота.

## Структура
Зовнішній косий м'яз живота починається на бічній поверхні нижніх восьми (V — XII) ребер кількома зубцями, що змикаються з зубцями переднього зубчастого м'яза, відтак спускається косо зверху донизу і ззаду наперед. Задні пучки прикріплюються до передньої половини зовнішньої губи клубового гребеня, а передні приблизно з середини довжини м'яза стають сухожилковими, утворюючи широкий апоневроз. Апоневроз, вкривши прямий м'яз живота, переходить до передньої серединної лінії тіла, де переплітається з однойменним апоневрозом протилежного боку і бере участь в утворенні білої лінії живота. Найнижча ділянка апоневрозу, прикріплена до верхньої передньої клубової ості і до лонного горбка, утворює жолоб, нижній вільний край якого дістав назву пахвинної зв'язки (лат. - lig. inguinale).

## Іннервація
Зовнішній косий м'яз живота іннервується вентральними гілками шести нижніх міжреберних (торакоабдомінальних) нервів, клубово-підчеревним і клубово-пахвинним нервами (TV —TXII, LI).

## Кровопостачання
Краніальна частина м'яза васкуляризується нижніми міжреберними артеріями, тоді як його каудальна частина — гілками або глибокої огинальної артерії клубової кістки (a. circumflexa ilium profunda) або клубово-поперекової артерії (a. iliolumbaris).

## Функція
Зовнішній косий м'яз живота тягне грудну клітку вниз і стискає черевну порожнину, що підвищує внутрішньочеревний тиск. Він також бере обмежену участь у згинанні і обертанні хребта. Скорочення зовнішього косого м'язу з однієї сторони забезпечує бічне згинання. М'яз також бере участь у стисненні живота і піднятті
таза.

## Додаткові зображення

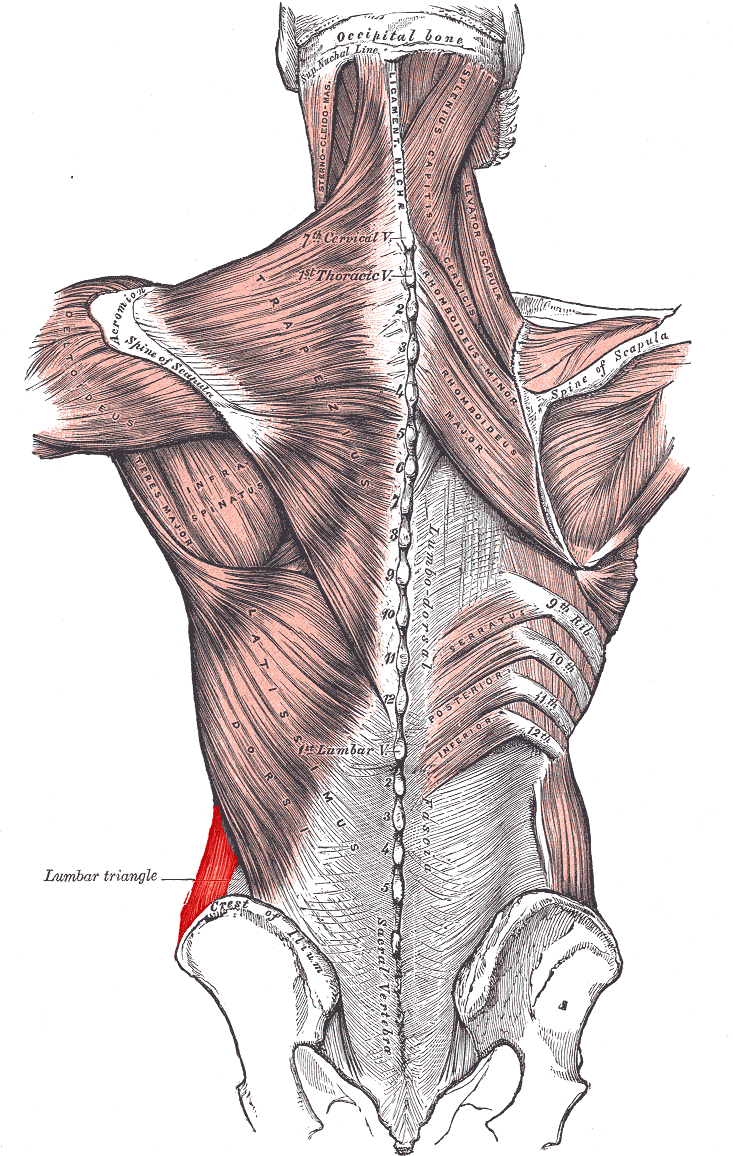
Задня частина зовнішнього косого м'язу живота (позначена).
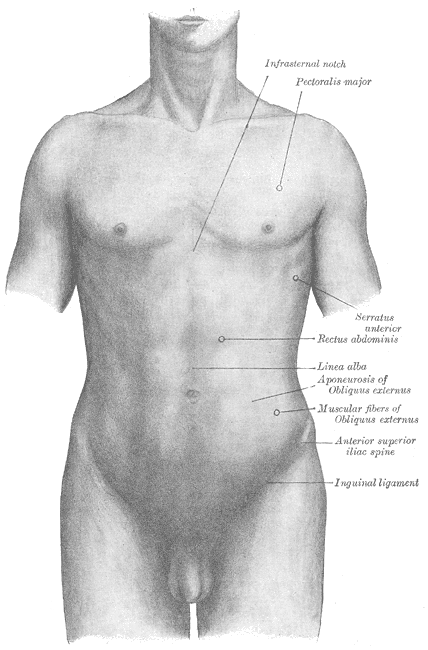
Анатомія передніх поверхонь грудної клітки і живота.
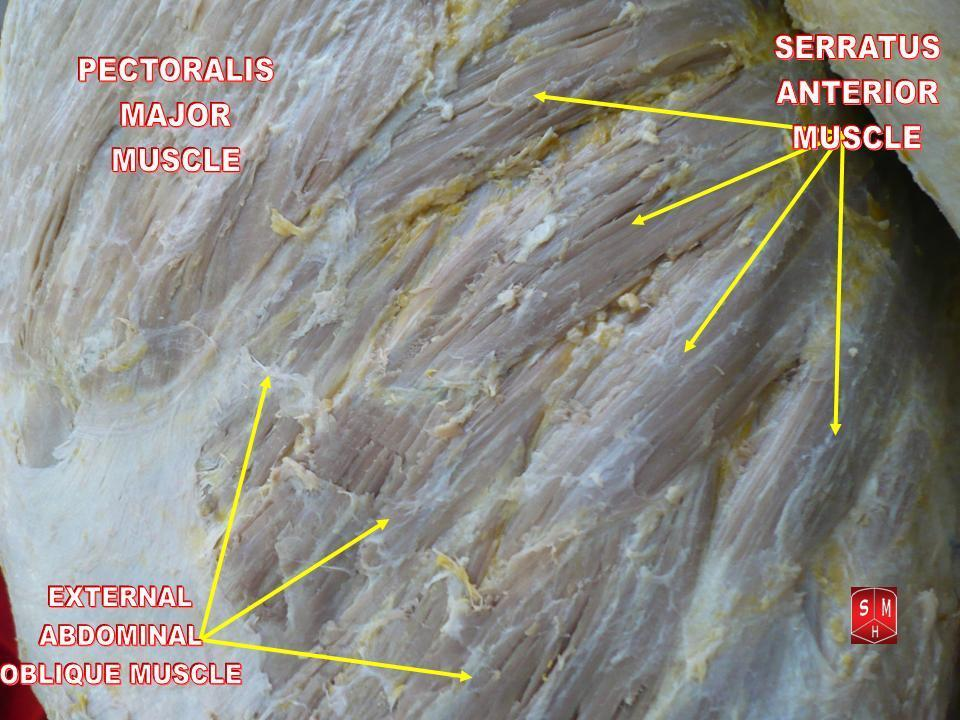
Зовнішній косий м'яз живота.
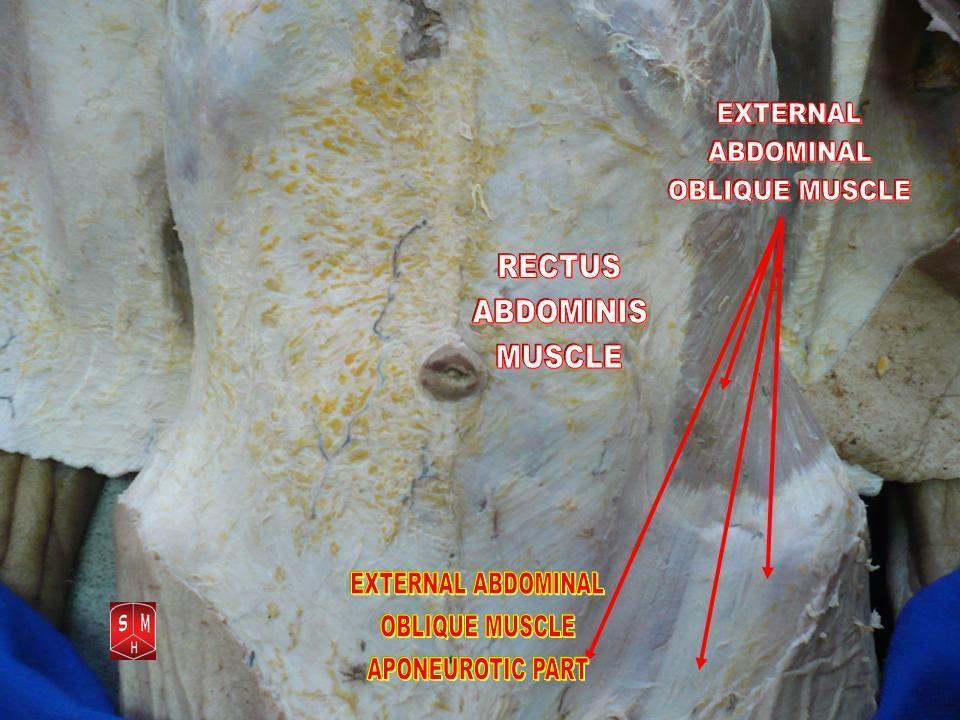
Зовнішній косий м'яз живота - апоневротична частина.
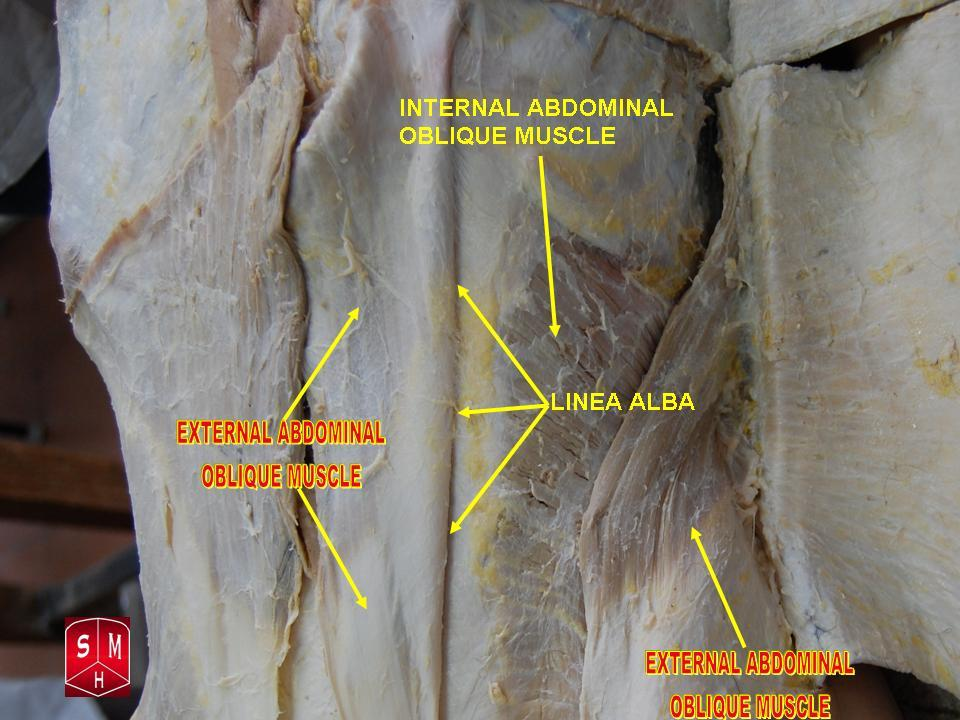
Зовнішній косий м'яз живота.
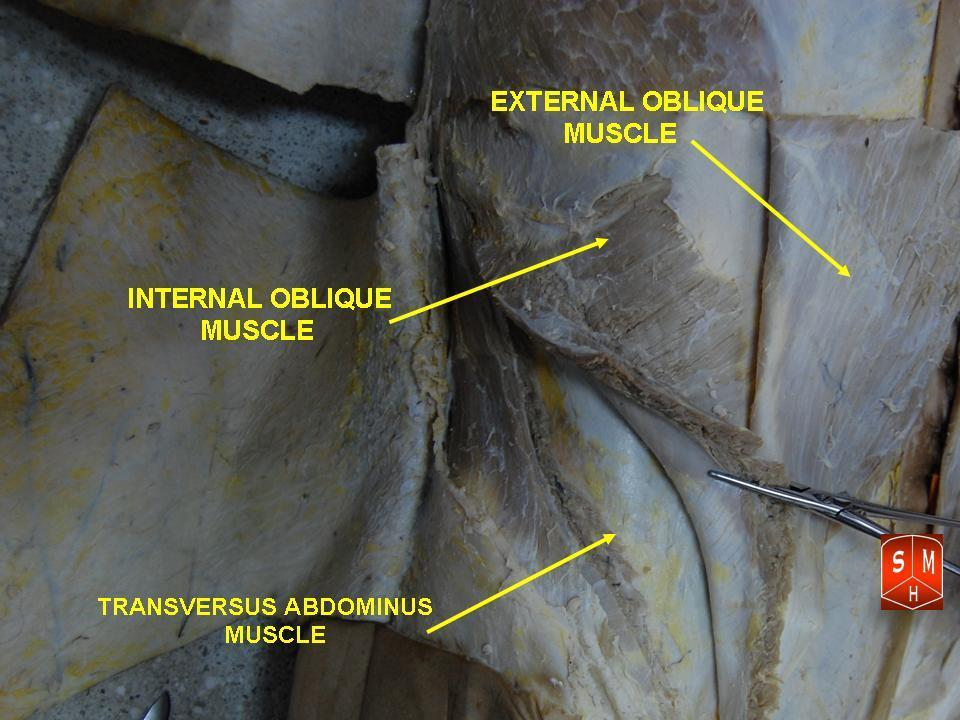
Зовнішній косий м'яз живота.